# Platythelys maculata
Platythelys maculata är en orkidéart som först beskrevs av William Jackson Hooker, och fick sitt nu gällande namn av Leslie Andrew Garay. Platythelys maculata ingår i släktet Platythelys och familjen orkidéer. Inga underarter finns listade i Catalogue of Life.